# Natalina beyrichi
Natalina beyrichi és una espècie de gastròpode eupulmonat terrestre de la família Rhytididae. endèmica de Sud-àfrica.

## Descripció
La closca, la qual varia d'un color groc-ocre fins a un verd oliva, fa fins a 60 mm de diàmetre.,No té mandíbules.

## Alimentació
És carnívor: menja cucs de terra i altres caragols.

## Hàbitat
Viu entre la fullaraca dels boscos costaners.

## Distribució geogràfica
És un endemisme de Sud-àfrica: Cap Oriental.

## Estat de conservació
Es troba amenaçat per la pèrdua i degradació del seu hàbitat natural, el petit territori que ocupa, les explotacions mineres i el desenvolupament del turisme.